# 伊東泰治
伊東 泰治（いとう やすはる、1922年4月18日 - 2013年4月2日）は、日本のドイツ文学者。名古屋大学名誉教授。

## 経歴
出生から修学期
1922年、山口県萩市で生まれた。1940年に山口県立山口中学校を卒業し、東京高等学校文科乙類に進んだ。1942年に卒業。京都帝国大学文学部ドイツ文学専攻に進み、1946年に卒業。
ドイツ文学者として
修了後は、三重県立医科大学予科教授に就いた。三重県立大学助教授、金沢大学法文学部助教授を経て、名古屋大学分校助教授に就いた。その後教養部助教授に配置換えとなり、教養部教授昇格。名古屋大学総合言語センター教授に配置換えとなり、同センター長を併任した。名古屋大学在職中、西ドイツ・アレクサンダー・フォン・フンボルト財団給費留学生として渡独し、ミュンヘン大学、ハイデルベルク大学、フライブルク大学に滞在して在外研究。1986年に名古屋大学を定年退官し、名誉教授となった。
1986年4月からは中部大学教授として教鞭をとり、1995年に退任。学界では、日本独文学会東海支部長を2期4年間務めた。
2013年に死去。90歳にて永眠。

## 受賞・栄典
- 1974年：日本翻訳家協会 第11回 日本翻訳文化賞を受賞[4]。
- 1998年4月29日：勲三等旭日中綬章を受章。
- 2000年：財団法人 ドイツ語学文学振興会より感謝状が贈呈された[5]。

## 研究内容・業績
専門はドイツ語ならびにドイツ文学で、中世や中世作品関する著作が多い。ドイツ中世最大の叙事詩人ヴォルフラム・フォン・エッシェンバッハおよびミンネザング（中世ドイツ宮廷叙情詩）の革新者ナイトハルト・フォン・ロイエンタールの作品を全て翻訳した。

## 著作
著書
- 『ドイツ語分詞と不定詞』大学書林 1957
- 『ドイツ語教育の基本的諸問題：統一試験の結果とそれに基づく提案』共著、南江堂 1971
- 『Deutsche Lyrik des Mittelalters(中世ドイツ抒情詩選)』南江堂 1973
- 『中高ドイツ語小辞典』馬場勝弥・小栗友一・松浦順子・有川貫太郎と共編著、同学社 1991
- 『新訂・中高ドイツ語小辞典』2001[6][7]

訳書
- 『パルチヴァール（英語版）』（Parzival）ヴォルフラム・フォン・エッシェンバッハ （Wolfram von Eschenbach）著、加倉井粛之・馬場勝弥・小栗友一と共訳、郁文堂 1974[8][9][10]
  - 改訂(第5刷) 1998年
  - 叢書組入 郁文堂(中世ドイツ文学叢書)[11]
- 『ヴィレハルム・ティトゥレル・叙情詩』（Willehalm・Titurel・Lieder）ヴォルフラム・フォン・エッシェンバハ著、馬場勝弥・小栗友一・有川貫太郎・松浦順子と共訳、小栗友一監修・訳、鳥影社 2024 ISBN 978-4-86782-063-6 [12]
- 『中世ドイツ叙情詩の怪作 ナイトハルト歌集』ナイトハルト・フォン・ロイエンタール著、馬場勝弥・小栗友一・有川貫太郎・松浦順子と共訳　鳥影社 2025 ISBN 978-4-86782-152-7

翻訳（紀要掲載）
- 『ヴィレハルム（ドイツ語版）』ヴォルフラム・フォン・エッシェンバハ著、馬場勝弥・小栗友一・有川貫太郎・松浦順子と共訳[13]

1. 第1・2巻『名古屋大学教養部紀要』17輯 1973
2. 第3巻『名古屋大学教養部紀要』18輯 1974〕
3. 第4巻『名古屋大学教養部紀要』C (外国語・外国文学) 19輯 1975
4. 第5巻『名古屋大学教養部紀要』C (外国語・外国文学) 20輯 1976
5. 第6・7巻『名古屋大学教養部・名古屋大学語学センター紀要』C (外国語・外国文学) 21輯 1977
6. 第8巻『名古屋大学教養部・名古屋大学語学センター紀要』C (外国語・外国文学) 22輯 1978
7. 第9巻『名古屋大学教養部・名古屋大学語学センター紀要』C (外国語・外国文学) 23輯 1979

- 『ティトゥレル（英語版）』ヴォルフラム・フォン・エッシェンバハ著、馬場勝弥・小栗友一・有川貫太郎・松浦順子との共訳

1. 『言語文化論集』1巻, 名古屋大学総合言語センター 1980.3〕
2. 『言語文化論集』2巻1号, 名古屋大学総合言語センター 1980.12〕

- 「ヴォルラムの叙情詩：TageliederとWerbelieder」馬場勝弥・小栗友一・有川貫太郎・松浦順子と共著

1. 『言語文化論集』4巻2号, 名古屋大学総合言語センター 1983

叙情詩9篇の邦訳と解説
- 『ナイトハルトの叙情詩』馬場勝弥・小栗友一・有川貫太郎・松浦順子との共訳

1. その一：『言語文化論集』V-2, 名古屋大学総合言語センター 1984, 175-226頁.
2. その二：『言語文化論集』VI-2, 名古屋大学総合言語センター 1985 367-427頁.
3. その三：『言語文化論集』VII-2, 名古屋大学総合言語センター 1986 161-229頁.

ie Lieder Neidharts. Hrsg. von E. Wießner. 3. Auflage. revidiert von H. Fischer. Tübingen: Niemeyer 1968 (=ATB 44) 所収のナイトハルトの歌全ての邦訳

## 論文
- 伊東1950「独逸語の情感性について」『ドイツ文学』4, 日本独文学会
- 伊東1952「「ニーベルンゲンの歌」における等族意識」『三重県立大学研究年報』1巻1号
- 伊東1953「Walther von der Vogelweide「Spießbrathenspruch」について」『三重県立大学研究年報』1巻2号
- 伊東1954「ワルター・フォン・デァ・フォーゲルワイデについて」『三重県立大学研究年報』1巻3号
- 伊東1955「ヴァルターのTegernseespruch (L. 104, 23)について」『金沢大学法文学部論集文学篇』3
- 伊東1957「Heinrich von Morungenについて」『名古屋大学教養部紀要』1輯
- 伊東1958「ナイトハルト(Zu Neidharts Liedern)」日本独文学会『ドイツ文学』21号
- 伊東1966「中世文学研究の意義と方法」日本独文学会東海支部『ドイツ文学研究』4号
- 伊東1967「パルチヴァールのプロローグ：その解釈のために」『名古屋大学教養部紀要』11輯
- 伊東1968「中世文学におけるFehdeの問題」『名古屋大学教養部紀要』12輯
- 伊東1971「パルチヴァールの文体 dunkel-krumm-humoristisch」『名古屋大学教養部紀要』15輯
- 伊東1972「パルチヴァールとハルトマン」日本独文学会『ドイツ文学』49号, 61-69頁.
- 伊東1977「聖杯王アンフォルタスの傷：中世のNaturkunde」『名古屋大学教養部・語学センター紀要』C(外国語・外国文学)21輯
- 伊東1978「’Parzival’の構成の問題：Gurnemanz-Episodeを中心として」『名古屋大学教養部・語学センター紀要』C(外国語・外国文学)22輯
- 伊東1979「Parzivalの原拠とKyotの問題」日本独文学会『ドイツ文学』63号
- 伊東1980「吟遊詩人について」名古屋大学総合言語センター『言語文化論集』I
- 伊東1981「ゲーテ「Faust」の受容について」名古屋大学総合言語センター『言語文化論集』II/2
- 伊東1985「ドイツ中世文学とlocus amoenus(悦楽境)伝統の継承の問題(1)」日本独文学会東海支部『ドイツ文学研究』17号
- 伊東1986「ドイツ中世文学に現れたパロディー」『ドイツ中世文学におけるパロディー：ヨーロッパ中世文学と比較して』(昭和60年度科学研究費補助金（一般研究B）[59450051]研究成果報告書)
- 伊東1986「ドイツ中世文学と私」日本独文学会東海支部『ドイツ文学研究』18号
- 伊東1990「Turnier、 BuhurtとTjost：詩と真実」日本独文学会東海支部『ドイツ文学研究』22号
- 伊東1991「Kontrafaktur（メロディー借用）：Friedrich von HausenとHausen-Schule」日本独文学会東海支部『ドイツ文学研究』23号
- 伊東1994「トリスタンとイゾルト：文化の伝達の問題」日本独文学会東海支部『ドイツ文学研究』26号
- 伊東1995「谷崎潤一郎『痴人の愛』とドイツ小話『アリストテレスとフィリス』」日本独文学会東海支部『ドイツ文学研究』27号, 49-61頁.
- 伊東1997「愛の洞窟 (Tr. 16985-17057) のアレゴリーとシャルトル学派の宇宙論」日本独文学会東海支部『ドイツ文学研究』29号
- 伊東1999「トリスタン物語の変容：アイルハルトからトマへ―」日本独文学会東海支部『ドイツ文学研究』31号

## 書評・その他
- 「『トリスタンとイゾルデ』について」（ゴットフリート・フォン・シュトラースブルク作、石川敬三訳の書評）郁文堂 Brunnen Nr. 182 1976.2
- 「フィッシャーさんのこと」同学社『ラテルネ』(Laterne) 36号1976.9 p.35
- 「ドイツの魚料理あれこれ」：同学社『ラテルネ』(Laterne) 37号1977.3 pp.9-12
- 「ドイツ中世文学を語る」(I)・(II)（中島悠爾・高津春久との座談会）郁文堂Brunnen Nr. 239・240 Jan./Feb. 1982
- 「『ハルトマン作品集』を読んで」（ハルトマン・フォン・アウエの作品の中、平尾浩三訳「エーレク」、中島悠爾訳「グレゴーリウス」、相良守峯訳「哀れなハインリヒ」、リンケ珠子訳「イーヴェイン」を納める『ハルトマン作品集』の書評）郁文堂 Brunnen Nr. 245 1982.7 pp.5-9
- 「郁文堂『和独辞典 第二版』の感想」郁文堂 Brunnen Nr. 254 1983.6
- 「若き日の金沢」：同学社『ラテルネ』(Laterne）) 52号1984.9 pp.7-9
- 「コンラートはEpigoneか」（コンラート・フォン・ヴュルツブルク作、平尾浩三訳『コンラート作品選』の書評）郁文堂 Brunnen Nr. 267 1984.10
- 「『郁文堂 和独辞典』第三版、思いつくまま」郁文堂 Brunnen Nr. 380 1996.7 pp.9-11
- 「小さな冬の宿」郁文堂 Brunnen Nr. 392 1998.7 pp.9-12
- 「ヴォルフラム 聖金曜日の結末」〔天沢退二郎責任編集『週刊朝日百科 世界の文学56 ヨーロッパ I―6 アーサー王伝説、トリスタン物語ほか―神話の森から』朝日新聞社 2000.8.13。pp.184-185〕（『パルチヴァール』についての解説）